# Kabinett Dupuy IV

Charles Dupuy

Das vierte Kabinett Dupuy wurde während der Dritten Französischen Republik am 1. November 1898 von Premierminister Charles Dupuy gebildet und befand sich bis zum 18. Februar 1899 im Amt. Es löste das Kabinett Brisson II ab und wurde seinerseits vom Kabinett Dupuy V abgelöst.
Folgende Fraktionen waren mit Ministern im Kabinett vertreten: Républicains progressistes (RP), Gauche radicale (GR), Gauche républicaine (Senat) (GRS) und Association nationale républicaine (ANR).

## Kabinett
Dem Kabinett gehörten folgende Minister an:
| Amt                                                    | Name                 | Gruppe  | Beginn der Amtszeit | Ende der Amtszeit |
| ------------------------------------------------------ | -------------------- | ------- | ------------------- | ----------------- |
| Premierminister                                        | Charles Dupuy        | RP      | 1. November 1898    | 18. Februar 1899  |
| Außenminister                                          | Théophile Delcassé   | GR      | 1. November 1898    | 18. Februar 1899  |
| Kolonialminister                                       | Florent Guillain     | RP      | 1. November 1898    | 18. Februar 1899  |
| Kriegsminister                                         | Charles de Freycinet | GRS     | 1. November 1898    | 18. Februar 1899  |
| Minister für öffentlichen Unterricht und schöne Künste | Georges Leygues      | GR      | 1. November 1898    | 18. Februar 1899  |
| Innenminister und Religionsminister                    | Charles Dupuy        | RP      | 1. November 1898    | 18. Februar 1899  |
| Siegelbewahrer, Justizminister                         | Georges Lebret       | RP      | 1. November 1898    | 18. Februar 1899  |
| Marineminister                                         | Édouard Lockroy      | GR      | 1. November 1898    | 18. Februar 1899  |
| Minister für Landwirtschaft                            | Albert Viger         | GR      | 1. November 1898    | 18. Februar 1899  |
| Finanzminister                                         | Paul Peytral         | GR      | 1. November 1898    | 18. Februar 1899  |
| Minister für öffentliche Arbeiten                      | Camille Krantz       | ANR, RP | 1. November 1898    | 18. Februar 1899  |
| Minister für Handel, Industrie, Post und Telegrafie    | Paul Delombre        | ANR, RP | 1. November 1898    | 18. Februar 1899  |

### Unterstaatssekretäre
Dem Kabinett gehörten folgende Sous-secrétaires d’État an:
| Amt                                                     | Name          | Gruppe  | Beginn der Amtszeit | Ende der Amtszeit |
| ------------------------------------------------------- | ------------- | ------- | ------------------- | ----------------- |
| Innenministerium                                        | Jules Legrand | ANR, RP | 4. November 1898    | 18. Februar 1899  |
| Handelsministerium (zuständig für Post und Telegraphie) | Léon Mougeot  | GR      | 4. November 1898    | 18. Februar 1899  |

## Historische Einordnung
Die Regierung Dupuy IV stand wie ihre Vorläuferinnen unter dem Eindruck der Dreyfus-Affäre. Sie trat nach dem Tod des Staatspräsidenten Felix Faure zurück. 
Am 31. Dezember 1898 wurde die antidreyfusardische Ligue de la patrie française (Liga für das französische Vaterland) gegründet. Berthe Henry, die Witwe von Oberst Hubert Henry, begann am 27. Januar 1899 ihren Verleumdungsprozess gegen Joseph Reinach.
Am 13. Januar 1899 begann die Mission Voulet-Chanoine im Tschad, die durch ihr besonders brutales Vorgehen gegen die Zivilbevölkerung berüchtigt wurde.